# 庞巴迪TALENT
庞巴迪TALENT是一款由庞巴迪运输（最初为塔尔博特车辆厂）生产的动车组技术平台。缩写字母TALENT用于表示塔尔博特轻型通勤动车组（德語：Talbot leichter Nahverkehrs-Triebwagen）。它可以生产为配备机械动力或柴电动力的柴油动车组，也可以生产为电力动车组，并分为摆式或无摆式技术的版本。其内饰（座位分区）可以自由选择。
TALENT的原型车于1996年面世；至2003年初，已有超过300列动车组被交付或订购。此外，庞巴迪还以TALENT 2的名义开发了一款纯电力驱动的后续车型，它们自2008年起生产。

## 技术
TALENT是一款符合国际铁路联盟标准的准轨重型铁路车辆。它可选择安装有轨电车的装备，例如转向灯、倒后镜等。
车辆的特征是其流线型的外观（由亚历山大·纽麦斯特设计）：呈锥形状的头部逐渐向下方收窄，直至夏芬伯格车钩处。侧壁不同于大多数的轨道车辆采用垂直设计，而是以一种近乎椭圆形的截面代替。它保留了摆式技术所需的净空限界，尽管这项技术目前仅在挪威应用。
标准的TALENT可以作为两节、三节或四节编组的铰接式车辆使用，其后续车型TALENT 2则可提供最多六节车厢。铰接是通过车厢连接处下方的一款关节式转向架实现。动力仅可依靠车厢端部的转向架提供。除了两套（相互独立的）传动机组外，动车组普遍采用低地板技术。地板高度可选择介于590毫米、800毫米或960毫米的低地板部件以及车门。高车架部件则通常为1,130毫米。现代化区域铁路动车组常见的配置如空调、旅客信息系统、无障碍真空厕所或多功能隔间均可供选择。

## 运用

### 德国铁路
644型

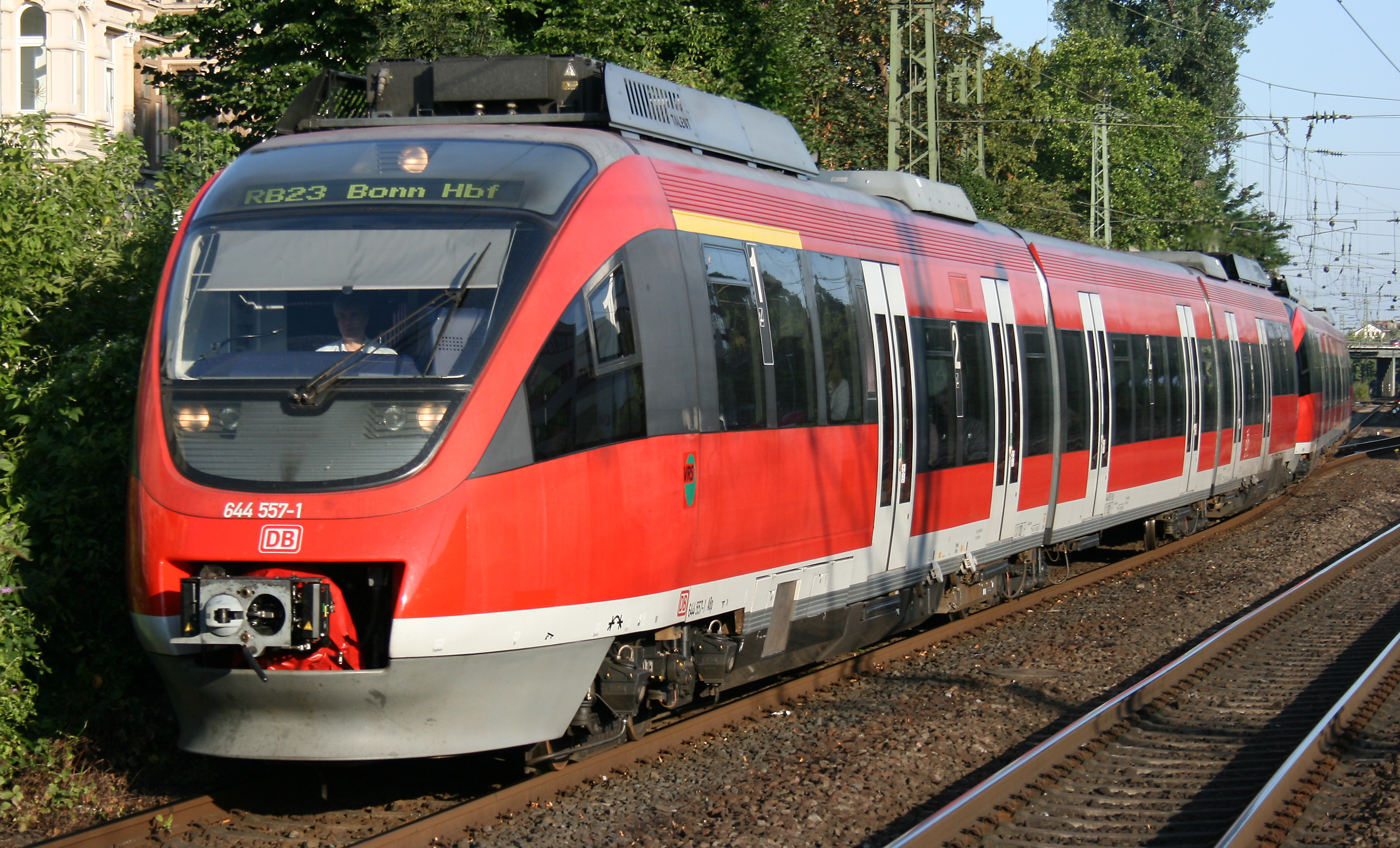
德国铁路644型

被德国铁路定型为644型（端部车厢）及944型（中部车厢）的TALENT为三节编组的柴电动力版本，主要于非电气化铁路的S-Bahn运营。德国铁路共拥有63列该款动车组，编号使用644 001/501号至644 063/563号。每个644型端部车厢都进行了加宽以容纳一扇额外的车门。近门区域采用折叠座椅，使得这款变体可以容纳较高的乘客数量。地板高度则为800毫米。这些车辆主要在科隆地区的阿格河谷铁路、埃菲尔山铁路以及福莱菲尔铁路使用，部分采用三组重联运行。
644 061号至063号列车自2000年世博会起至2003年12月期间在比勒费尔德－迪森－巴德罗滕费尔德的线路中使用。此后，车辆的运用范围尽管仍在上述地区，但也多次返回威斯特法伦使用，最初是担当比勒费尔德－厄尔德的区域列车班次，随后也多次短期替代425型动车组担当比勒费尔德－巴特本特海姆的区域列车，自2004年12月起，它们被固定用作担当比勒费尔德－明登的波尔塔快车（区域快车78号线），并自2007年起延长至威悉河畔宁堡。这些644型动车组的定期维护一般在奥斯纳布吕克及明斯特的维修车间进行；自2008年12月起，如今所有在役的644型动车组均配属于科隆-道依茨费尔德车辆段。
643型

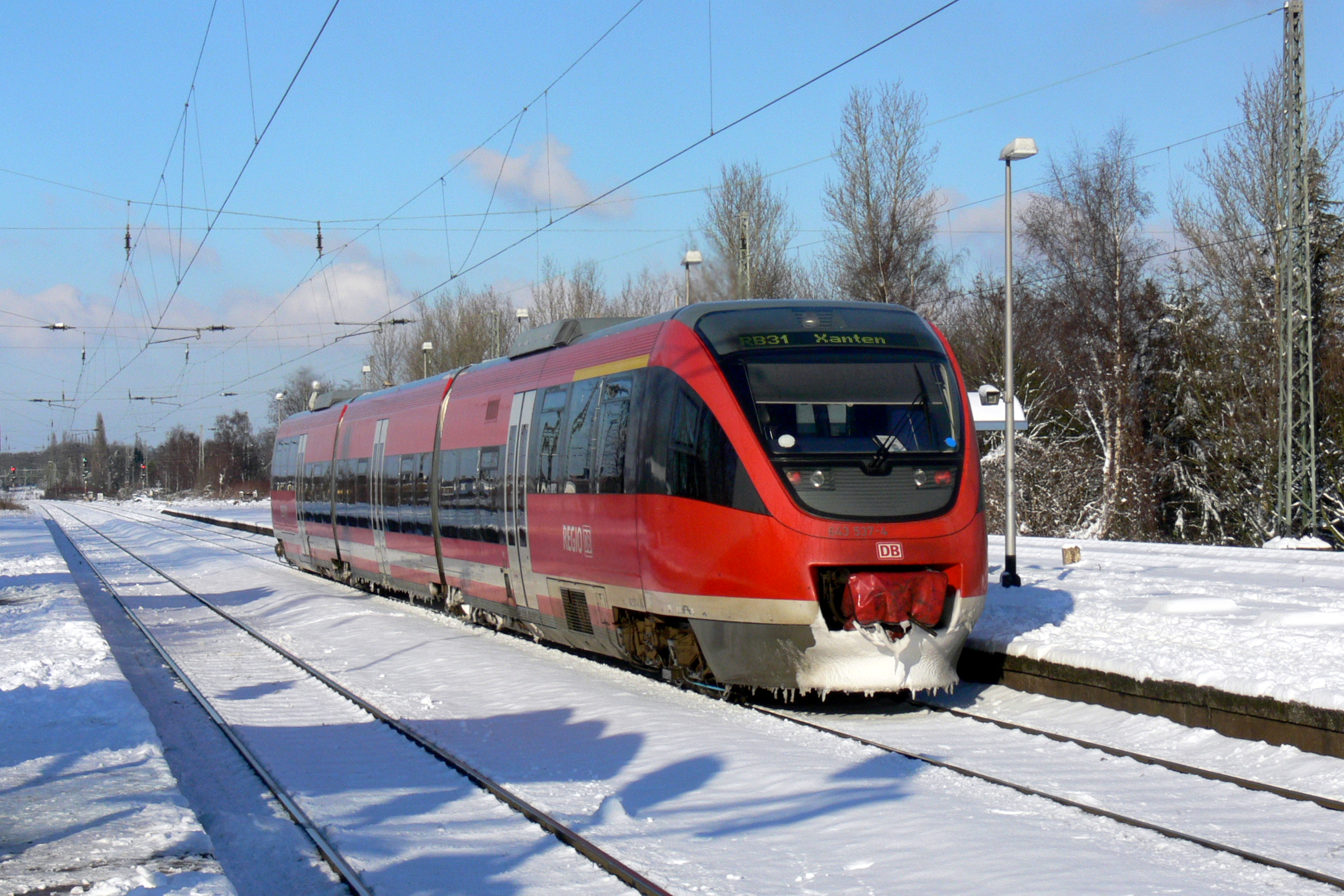
德国铁路643型

被德国铁路定型为643型（端部车厢）及943型（中部车厢）的TALENT为三节编组的柴油机械动力版本；地板高度为590毫米。643型动车组分别配属于凯泽斯劳滕、特里尔、杜伊斯堡和明斯特的车辆段，并自2010年12月起也入驻卡尔斯鲁厄。这些车辆相较于644型拥有更高的舒适度水平，较厚的座垫及扶手均可以在二等席位中找到。此外，其内饰也与644型不同，其中包括拥有一个较小的多用途空间。由于采用柴油机械传动，其发动机功率也比644型更弱。
34组643型动车组是自2011年12月起由新成立的子公司德铁区域运输威斯特法伦在明斯特兰西部的三条线路中使用（包括在多特蒙德-恩斯赫德铁路担当区域列车51号线），并替代这些线路中在外观及技术均显过时的车型。
643.2型
被标识为643.2型的TALENT为两节编组的柴油机械动力版本，由德国铁路为在欧洲区铁路的运用而采购。这些车辆均配备了荷兰的列车超速防护系统，并符合德国有轨电车建设及运营条例的要求可以在亚琛市内运行。其地板高度为800毫米。

### 奥地利联邦铁路
奥地利联邦铁路将TALENT配置为三种不同的版本：
4023型

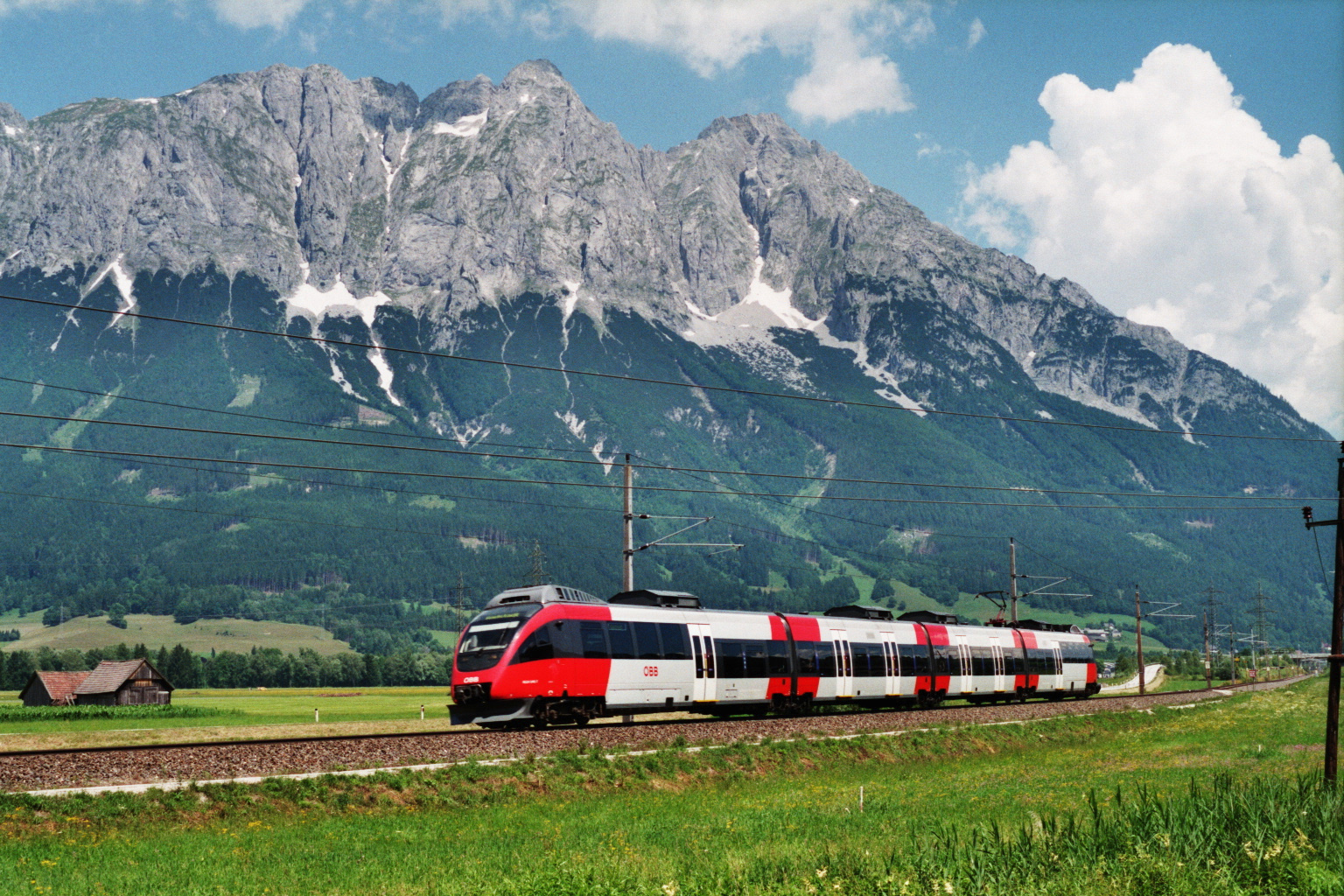
奥地利4024型

被奥地利联邦铁路定型为4023型的TALENT为三节编组的电力版本。它们共计交付了11组，其中7组用于萨尔茨堡S-Bahn。4023型自2005年12月15日起已获得了德国联邦铁路局颁发的适航证，因此也可在德国境内使用。奥地利联邦铁路及德国铁路自2006年6月将其用于双方共同开行的萨尔茨堡S-Bahn3号线（戈灵－萨尔茨堡－贝希特斯加登）中。另有1组列车是向施泰尔马克州营铁路租借而来，主要用作（格拉茨－）佩高－于伯尔巴赫铁路的运营，直至自身新造的动车组施泰德GTW在2010年底交付。租用的原因是由于4024型无法在佩高－于伯尔巴赫铁路较短的车站月台中使用。其余3组列车则是自2009年12月中旬起在克恩顿－东蒂罗尔中投入使用。
4024型
被奥地利联邦铁路定型为4024型的TALENT为四节编组的电力版本。伴随着140组的保有量，这些车辆成为奥地利联邦铁路在区域铁路运输中的骨干力量。它们可以在所有大运量的短途运输范围内使用，例如维也纳S-Bahn、蒂罗尔S-Bahn、格拉茨S-Bahn、福拉尔贝格S-Bahn、福拉尔贝格S-Bahn、克恩顿中部地区至林茨、萨尔茨堡至萨尔费尔登以及皮恩铁路。此外，它们也可以在德国境内的罗森海姆－库夫施泰因铁路运行。
4124型
被奥地利联邦铁路定型为4124型（最初标记为4824型）的TALENT为适用于15千伏及25千伏电气化铁路的双电压版本，目前已交付37组。25千伏的设备主要在维也纳至匈牙利间的杰肖埃铁路中使用。

#### 争议
在大规模的抗议活动后，TALENT的奥地利版本对于车载板台进行了无障碍改装。其它的乘坐舒适性批评还包括：太少座位可供选择、座椅过硬、座位间距过低、扩音广播声效过大以及缺乏遮光板（布）。自2013年底起，每列四节编组的列车开始更换更为舒适的座椅，其中包含一个脚踏板及折叠桌板。这些区域被称为“舒适区（Komfortzone）”。

### 挪威国家铁路
挪威国家铁路自2001年起拥有15组两节编组的柴油动力版本TALENT，被定型为93型。它们主要在挪威中部及北部（包括诺尔兰铁路）的非电气化线路中使用。这些现代化的列车有效降低了旅行时间，但因为在长途旅行中的低舒适性而受到批评。此外，挪威的版本还安装有用于轮椅出入的升降台。

### 匈牙利国家铁路

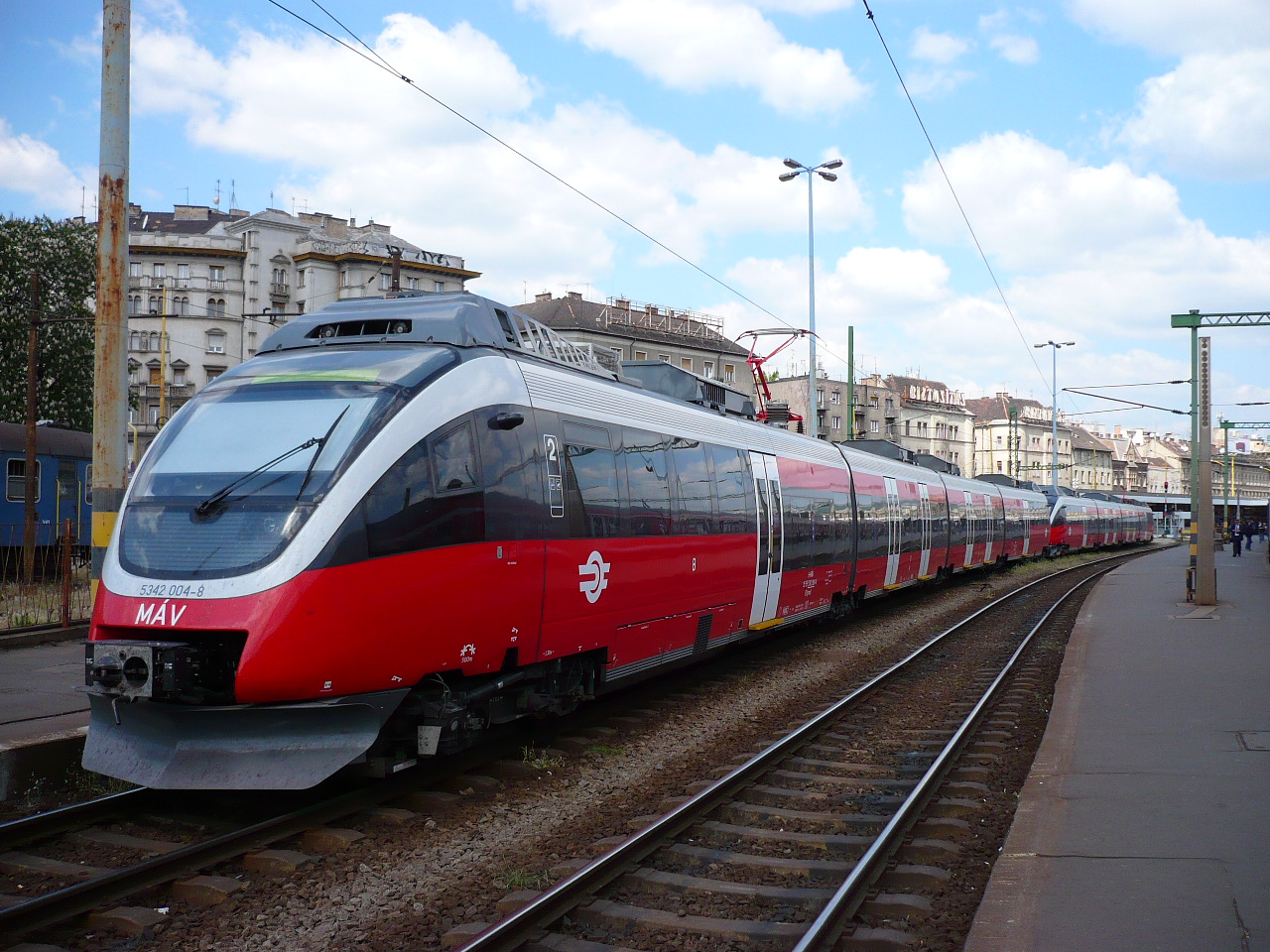
匈牙利国铁5342型

匈牙利国家铁路拥有10列四节编组的双电压版本TALENT，它们被定型为5342型。该型号衍生自奥地利联邦铁路的4124型，其首列动车组便是直接由4124型改造而成并交付使用。列车在匈牙利境内使用25千伏的电压，在前往奥地利的跨境运营中则使用15千伏的电压。2009年7月10日，匈牙利国家铁路根据庞巴迪的建议暂时停止了十组TALENT列车的服务。这是由于轮盘制动过度磨损，使得匈牙利的列车保护系统EVM仅可介入空气制动，却无法介入电阻制动。

### 斯洛伐克：Regiojet
TALENT自2012年3月4日起开始在斯洛伐克的布拉迪斯拉发-科马尔诺铁路投入使用，这是由私铁Regiojet所经营的线路。首列动车组是在同年1月20日抵达斯洛伐克，并在当地被重新喷涂为Regiojet的涂装。全部9列三节编组的动车组是向阿尔法列车租赁而来，在此之前，它们曾被租赁至普利格尼茨铁路公司，并在多特蒙德－恩斯赫德的线路中服务直至2011年12月。

### 瑞士：BLS股份公司
自20世纪90年代中期起，BLS勒奇山铁路，即如今的BLS股份公司根据名为“低地板通勤列车（Niederflur-Nahverkehrszug, 即NINA）”的项目计划共采购了35列RABe 525型动车组。其低地板的概念及转向架技术在很大程度上均来自于TALENT。作为进一步的发展，BLS股份公司自2008年起又以RABe 535型的名义采购了另外25组列车。

### 其它运用

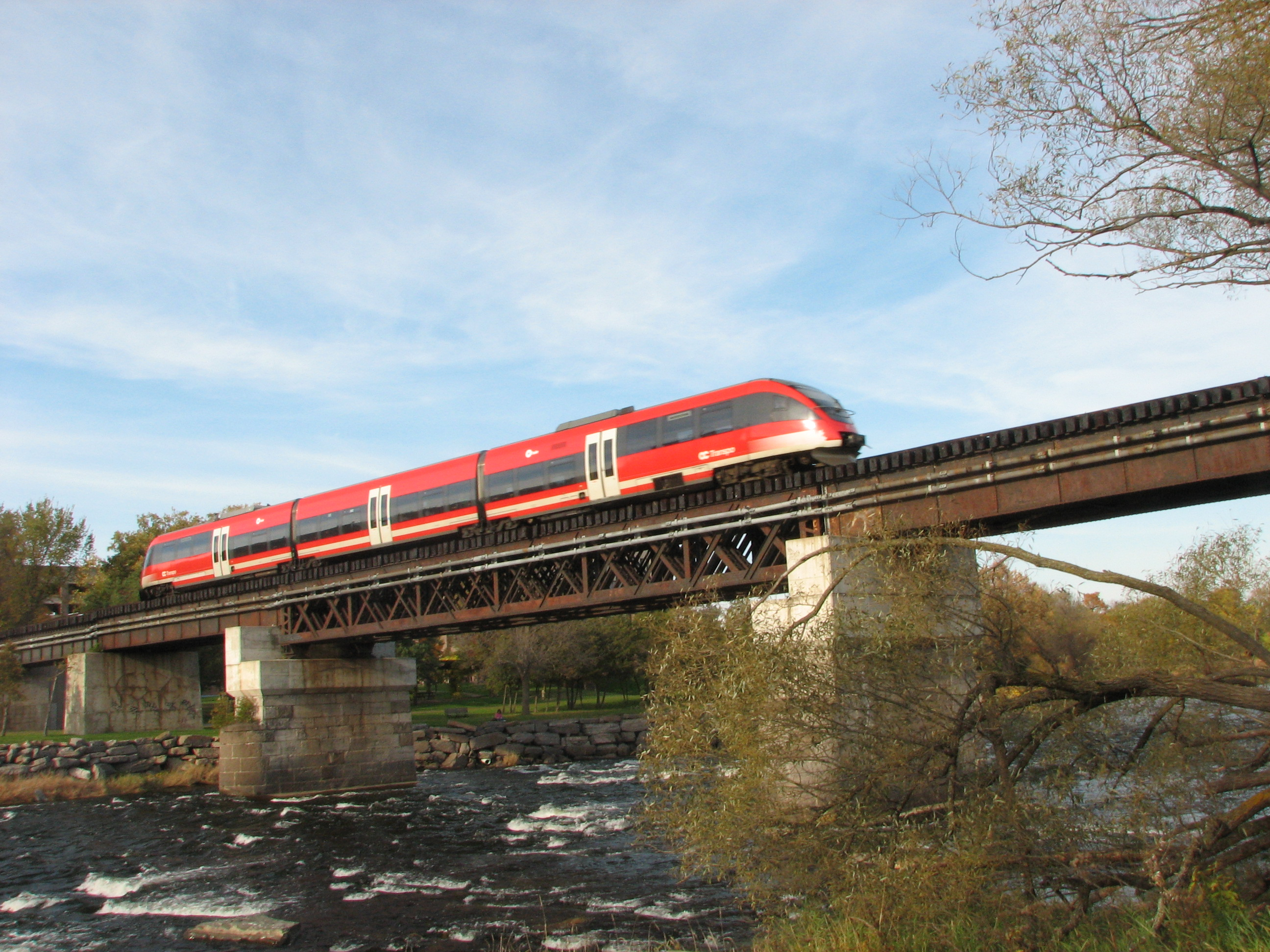
渥太华卡尔顿交通局的TALENT

- 威立雅运输（两节及三节编组，柴油动力）
- 多特蒙德-梅基施铁路（德语：Dortmund-Märkische Eisenbahn）（三节编组），自2004年12月起不再提供服务
- 下巴尼姆铁路（德语：Niederbarnimer Eisenbahn）（三节编组，柴油动力）
- 西北铁路（德语：NordWestBahn）（两节及三节编组，柴油动力）
- 欧罗铁路（德语：Eurobahn）（三节编组，柴油动力）
- 波罗的海地方运输（德语：Ostseeland Verkehr）（三节编组，柴油动力）
- 普利格尼茨铁路有限公司（德语：Prignitzer Eisenbahn GmbH）（两节及三节编组，柴油动力）
- 区域铁路有限公司（德语：Regiobahn GmbH）（两节编组，柴油动力）
- 渥太華卡爾頓交通局（三节编组，柴油动力）

## 事故
- 2009年5月3日，德铁区域运输威斯特法伦（德语：DB Regio Westfalen）的一列644 061号动车组在奥沃拉特至古默斯巴赫之间的线路中发生火灾[15]。
- 2012年6月25日，德铁区域运输威斯特法伦的一列643 225-5号动车组在亚琛至施托尔贝格之间的线路中发生火灾。火势从一等车厢的区域开始燃烧。在列车启动紧急制动（德语：Schnellbremsung）后，乘客得以被疏散至开放的线路中。两人吸入了轻量的浓烟。动车组被完全烧毁，架空电缆也由于温度过高而断裂[16]。
- 2013年1月21日，奥地利联邦铁路正执行郊区线路任务的两列4024型动车组在维也纳发生碰撞。据奥地利联邦铁路介绍，当时两列动车组内共有约280名乘客，其中41人受伤[17]。